# 結夏安居
結夏安居（巴利語：vassa，梵語：varṣa，原意為“雨”，藏語：དབྱར་གནས，威利轉寫：dbyar gnas，發音：yarné，直譯：夏住），佛教術語，也稱為夏安居、坐夏、坐夏安居、雨安居、安居、坐臘，傣族称瓦薩、洼，指的是在印度雨季期間內，出家人停止到處雲遊三個月，安住在一固定住所精進修行，度過雨季的制度，在這期間僧侶不允許隨意外出。結夏安居結束後，開始供僧衣會。
印度結夏安居的時間，（按Pūrṇimānta系統的）印度曆法為每年室羅伐拏月至頞濕縛庾闍月，為期三個月，這又稱為前安居。無法參加前安居者，可受持後安居，其時間為前安居再推遲一個月。
漢傳佛教的安居制度可追溯至姚秦時期，是以農曆四月十六日至七月十五日作為安居期，其解夏之日正是施主為寺院設齋供養僧人、臘佛，以及施食餓鬼的盂蘭節。在禪宗的寺院，或有冬安居（農曆十月十六日至隔年一月十五日）的制度，亦即結冬。在安居開始和結束時，都會進行一定的法會儀式，並以結界表示僧眾們的活動範圍。

## 由來
《五分律·卷第十九·第三分之三·安居法》：
|  | 佛在舍衛城。爾時諸比丘春夏冬一切時遊行，蹈殺虫草，擔衣物重，疲弊道路。諸居士見，譏訶言：「此諸外道沙門、婆羅門，尚知三時，夏則安居；眾鳥猶作巢窟，住止其中；而諸比丘不知三時，應行、不行。常說少欲，慈愍護念眾生；而今踐蹈無仁惻心。無沙門行，破沙門法！」諸長老比丘聞，種種訶責，以是白佛。佛以是事集比丘僧，問諸比丘：「汝等實爾不？」答言：「實爾。世尊！」佛種種訶責已，告諸比丘：「不應一切時遊行，犯者突吉羅！從今聽夏結安居。」 |

《巴利聖典·律藏·篇章·大品·入雨安居篇章》：
|  | 當時，世尊住王舍城竹林迦蘭陀迦園。當時，世尊未為諸比丘制定雨季安居。此處的諸比丘夏季、冬季、雨季盡皆遊行。 眾人忿怒、非難說：“為何諸沙門釋迦子冬季、夏季、雨季盡皆遊行，踐踏青草，以害一根之命，多殺小生命呢？諸外道們其教法惡說，亦顧此以求雨季安居，那些鳥類等亦顧此作巢樹頂，求雨季安居。然彼沙門釋迦子等不論冬季、夏季、雨季，盡皆遊行，踐踏青草，害一根之命，多殺小生命。” 諸比丘聞彼眾人忿怒、非難。當時，諸比丘以此事告知世尊，世尊說：“諸比丘！允許入雨安居。” |

### 南傳佛教
南傳佛教國家沿用印度傳統，在印度雨季的三個月安居。其時日為緬曆哇梭月、泰國陰曆八月、傣曆九月的虧月首日（華人農曆六月十六日起，約西曆六至七月間），至緬曆德丁卒月、泰國陰曆十一月、傣曆十二月的月圓日（華人農曆九月十五日止， 西曆九至十月間）。

### 西藏佛教
藏傳佛教沿用印度傳統，在印度雨季的三個月當中安居。其時日按薩迦派為藏曆五月十六日至八月十五日，按噶當派為藏曆六月十六日至九月十五日。不過，由於高原天氣原因，結夏安居的時間，大多縮短至一個半月，為藏曆的六月十六日至七月三十日（也有五月十六日至六月三十日），為期四十五天。
傳統上，雪頓節是六月底解夏後藏人供養僧人酸奶的日子。因解夏時間在六月三十日，這代表當時西藏佛教的安居時間應該是四月初到六月底（三個月），或五月十六日至六月底（一個半月）。

## 制度
梵語 varṣa 的字根是由 vṛṣ 而來，意思是年，或雨。印度的雨季期間，佛陀為了避免僧團遊行乞食的困難，不受蛇類蚊蟲的侵襲，以及避免傷害到草木蟲蟻，故因襲印度當時沙門的習慣，而制定此一規定。
僧團成員平日分成居住在聚落附近的聚落比丘，以及在森林中獨居的阿蘭若比丘，各自修行。但在安居時，僧團的成員要聚會在一起，一同誦戒，糾正彼此的行為，同時分享修行心得。
在安居時，僧團會限定僧侶的活動範圍，在這個範圍內，稱為結界。除非有要事，受父母或施主請託，僧侶不得離開僧團外出乞食，或獨自別居。若真有要事，可向僧團請求，以七日、十五日為離開的期限，暫時請假外出。
安居期間，每半個月，由羯摩和尚召集僧團，作布薩羯摩。
先由長老誦出波羅提木叉戒本，提醒僧侶不要違犯戒律，並要求僧侶自我反省，舉出不正當的行為。有違反戒律的僧侶，可以在此時向大眾懺悔，接受僧團的處份，這稱為誦戒，或布薩。
接著，僧團成員可以舉出自己對戒律的疑義與看法。由上座長老判斷，並經過僧團成員的一致同意，由大眾自行決定戒律應該如何制定與施行，通過的新戒律就由僧團共同遵守。這稱為羯摩。
在誦戒之後，僧侶可以請人陳舉自己於安居期間所犯之罪過，以發露懺悔，得清淨而生喜悅，這稱為自恣，又名隨意（梵語： pravāraṇā，巴利語：pavāraṇā，鉢和羅、鉢和蘭、鉢剌婆剌拏）。
夏安居之最後一日亦是僧人戒臘（受具足戒以後之年數）的受臘日（新歲日），自此而有法歲，十六日則為新歲歲首。
在結夏安居結束之後，開始供僧衣會，僧侶在此時可以向施主乞討僧衣，準備過冬。結束供僧衣會後，僧侶可以自行回到自己平時修行的地方，或是回到森林中獨居。

## 外部連結
- 釋見豪〈安居與自恣〉 （页面存档备份，存于）
- 宗教知識+ > 宗教儀式> 結夏安居 （页面存档备份，存于）